# Wojnowiciella
Wojnowiciella is een geslacht van schimmels behorend tot de familie Phaeosphaeriaceae. De typesoort is Wojnowiciella eucalypti. 

## Soorten
Volgens Index Fungorum telt het geslacht tien soorten (april 2023):
| Soortnaam                  | Auteur(s)                                                               | Publicatiejaar |
| -------------------------- | ----------------------------------------------------------------------- | -------------- |
| Wojnowiciella cissampeli   | Crous & Roets                                                           | 2016           |
| Wojnowiciella clematidis   | Phukhams. & K.D. Hyde                                                   | 2020           |
| Wojnowiciella dactylidis   | (Wijayaw., Camporesi & K.D. Hyde) Hern.-Restr. & Crous                  | 2016           |
| Wojnowiciella eucalypti    | Crous, Hern.-Restr. & M.J. Wingf.                                       | 2015           |
| Wojnowiciella kunmingensis | Phookamsak, Wanas. & K.D. Hyde                                          | 2019           |
| Wojnowiciella leptocarpi   | Crous, Hern.-Restr. & M. Palm                                           | 2016           |
| Wojnowiciella lonicerae    | (Wijayaw., Camporesi & K.D. Hyde) Hern.-Restr. & Crous                  | 2016           |
| Wojnowiciella rosicola     | (W.J. Li, Camporesi & K.D. Hyde) Wanas., Phookamsak & K.D. Hyde         | 2019           |
| Wojnowiciella spartii      | (W.J. Li, Camporesi & K.D. Hyde) Hern.-Restr. & Crous                   | 2016           |
| Wojnowiciella viburni      | (Wijayaw., Yong Wang bis & K.D. Hyde) Crous, Hern.-Restr. & M.J. Wingf. | 2015           |